# Westerse plataan
De westerse plataan (Platanus occidentalis) is een boom uit de plataanfamilie (Platanaceae). De soort komt oorspronkelijk uit Amerika. De westerse plataan heeft ondiep ingesneden bladeren, meestal driedelig. De bloemen groeien in één tot twee bolletjes.
De westerse plataan wordt iets groter dan de oosterse plataan (Platanus orientalis).

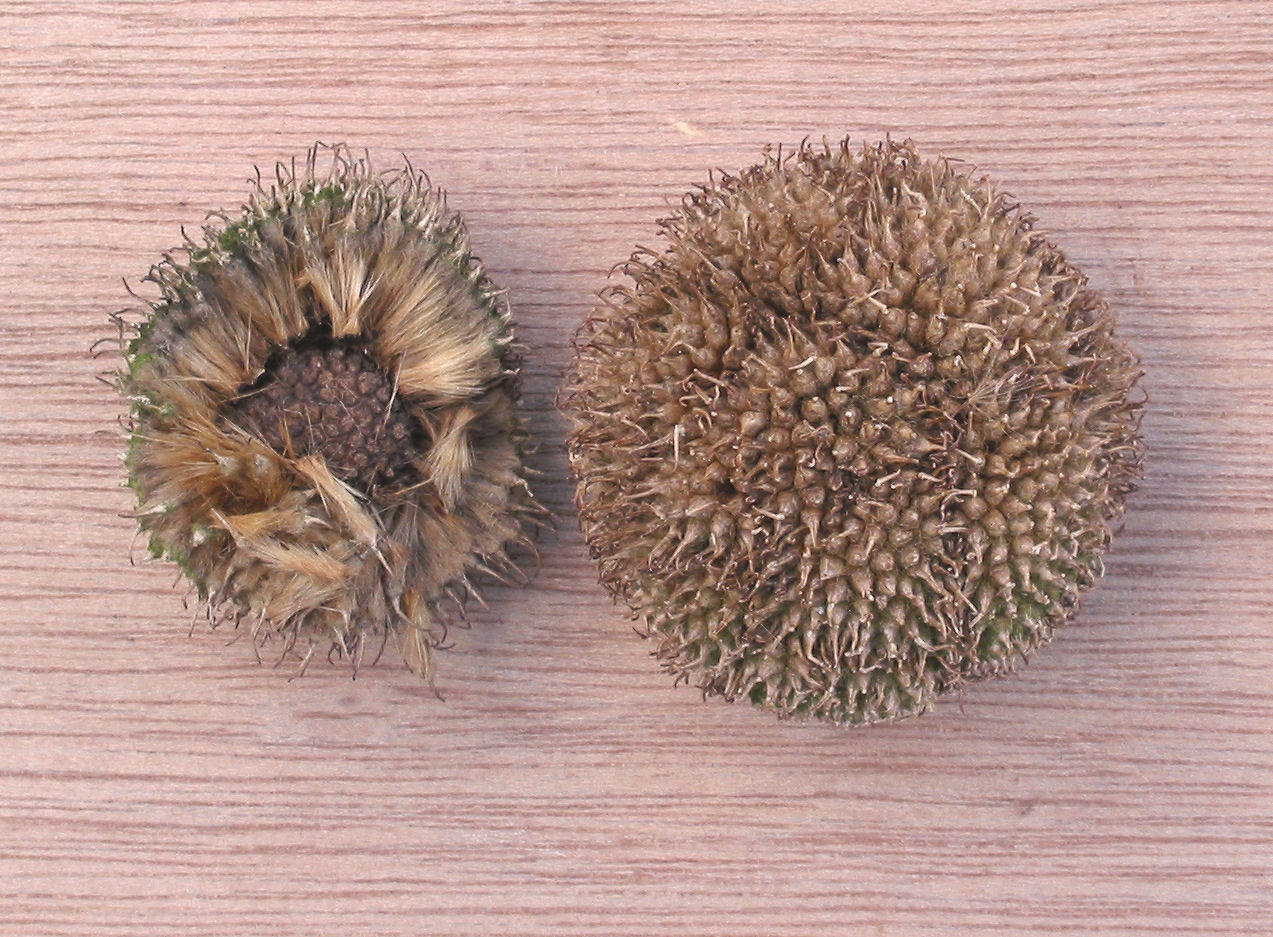
Vruchtbolletjes